# Мпоку, Поль-Жозе
Поль-Жозе́ Мпоку́ Эбу́нж (фр. Paul-Josè Mpoku Ebunge; род. 19 апреля 1992[…], Киншаса) — конголезский и бельгийский футболист, полузащитник клуба «Инчхон Юнайтед». Выступал за сборную ДР Конго.

## Карьера

### Клубная карьера
Мпоку родился в Киншасе, и в детстве переехал в Бельгию. До перехода в «Тоттенхэм Хотспур» в июне 2008 года он играл за бельгийский клуб «Стандард» и подписал свой первый профессиональный контракт 24 апреля 2009 года.
Представляя «Тоттенхэм Хотспур» в Академии Премьер-лиге, он был отличным бомбардиром и был включён в основной состав на переигровку Кубка Англии против «Болтона» 26 февраля 2010 года.
24 сентября 2010 года Мпоку был взят в аренду клубом «Лейтон Ориент», в котором он будет выступать до 23 октября.
Он дебютировал за клуб 28 сентября 2010 года, выйдя на замену в матче против «Уолсолла». После того, как он произвёл впечатление на тренера клуба Рассела Слейда, аренда Мпоку была продлена до 8 января 2011 года. 7 декабря 2010 года он забил свой первый гол в английском футболе в разгроме «Дройлсдена» 8:2 в Кубке Англии. Его аренда была впоследствии ещё продлена до конца сезона. Он забил два гола в лиге за «Лейтон Ориент» в ворота «Колчестер Юнайтед» и 25-ярдовый победный мяч в ворота «Олдем Атлетик». Он сыграл 35 матчей за «Лейтон Ориент» во всех соревнованиях.
В июле 2011 года Мпоку из клуба «Тоттенхэм Хотспур» на правах свободного агента вернулся в льежский «Стандард», воспитанником которого он является. 6 ноября 2011 года Мпоку дебютировал за клуб, где на последних минутах вышел на замену вместо Джеффри Муянги Биа в победном матче против «Брюгге» 2:1. Свой первый гол за «красных» Мпоку забил 23 ноября 2012 года в матче против «Льерса». 26 мая 2013 года Мпоку сделал хет-трик в матче против «Гента», что помогло клубу выйти в Лигу Европы на следующий сезон. В сезоне 2012/13 Мпоку сыграл 31 матч и забил 9 мячей во всех соревнованиях. В сезоне 2013/14 годов Мпоку связывали с переходом к сопернику, «Андерлехту», хотя владелец клуба Ролан Дюшатле сказал, что никаких предложений о Мпоку от «Андерлехта» не поступало. Несмотря на это, Мпоку остался в клубе. Мпоку забил в ответном матче квалификационного раунда Лиги Европы, в победном матче против «Минска» 3:0. В конце сезона 2013/14, когда «Стандард» не смог выиграть чемпионат, Мпоку сыграл 49 матчей и забил 12 мячей. Он был номинирован на премию Ebony Shoes, но проиграл Торгану Азару. Несмотря на это, Мпоку был вознагражден новым контрактом с клубом, продлившим его до 2018 года. К концу 2014 года Мпоку получил травму.
1 февраля 2015 года Мпоку подписал арендное соглашение с «Кальяри» до конца сезона. Присоединившись к клубу, он рассказал, что тогдашний тренер Джанфранко Дзола убедил его присоединиться к клубу. 8 февраля 2015 года Мпоку дебютировал за «Кальяри» в матче против «Ромы» и забил свой дебютный гол за клуб. Мпоку сыграл 16 матчей и забил трижды, но не смог помочь клубу пережить падение в Серию В на следующий сезон.
13 июля 2015 года было объявлено, что Мпоку был отдан в аренду другому итальянскому клубу «Кьево» на сезон 2015/16. После аренды в «Кьево», 31 мая 2016 года Мпоку присоединился к клубу на постоянной основе, подписав трехлетний контракт.
3 июля 2017 года Мпоку вернулся «Стандард». Он прошел медицинское обследование и подписал пятилетний контракт с клубом. 17 марта 2018 года в составе «Стандарда» стал обладателем Кубка Бельгии. В финале был обыгран «Генк» со счетом 1:0 в дополнительное время.
21 января 2020 года Мпоку подписал контракт с клубом «Аль-Вахда».

### Международная карьера
В 2007 году дебютировал в составе юношеской сборной Бельгии на уровнях до 15, до 16, до 17, до 18, до 19 и до 21 и принял участие в 43 играх на юношеском уровне, отметившись 15 забитыми голами.
В течение 2011-2014 годов привлекался в состав молодежной сборной Бельгии. На молодежном уровне сыграл в 18 официальных матчах и забил 4 гола.
19 февраля 2015 года Мпоку объявил о своем решении играть за Демократическую Республику Конго. 28 марта 2015 года дебютировал в официальных матчах в составе национальной сборной ДР Конго в матче против Ирака, в котором отметился дебютным голом.
В составе сборной был участником Кубка африканских наций 2017 в Габоне и 2019 в Египте.

## Достижения
«Стандард»
- Обладатель Кубка Бельгии: 2018